# Virus (roman, John Brunner)
Pour les articles homonymes, voir Virus (homonymie).
Virus (titre original : The Stone That Never Came Down) est un roman de science-fiction de l'écrivain britannique John Brunner paru en 1973.

## Synopsis
L'Europe du futur est en proie à la stagflation, le fascisme y rampe, le puritanisme domine l'Angleterre, des prédicateurs hystériques fanatisent contre l'immoralité des hordes de bigots refoulés tandis que des bandes de voyous à cheveux ras lynchent les homosexuels et poursuivent les Noirs. Jusqu'au jour où, devenue contagieuse, l'intelligence déferle comme une épidémie, la société répressive se lézarde et s'effondre.